# José Manuel Contino Pérez
José Manuel Contino Pérez, nació en La Habana, Cuba, el 15 de junio de 1933.
Desarrolla su trabajo artístico en la manifestación de grabado.
Profesionalmente desde 1974 a 1975 fungió como profesor de grabado. Escuela Nacional de Arte (ENA), La Habana y desde 1976 a 1978 como profesor de grabado. Instituto Superior de Arte (ISA), La Habana, Cuba.

## Exposiciones Personales
Entre sus exposiciones personales se encuentran en 1971 "Exposición 30 Personajes. Litografías. Pepe Contino". Galería de Arte, Galiano y Concordia, La Habana. En 1982 "Tradiciones". Centro Provincial de Artes Plásticas y Diseño, La Habana y en 1992 "Contino. De punta a cabo". Galería Domingo Ravenet, La Habana, Cuba.

## Exposiciones Colectivas
En una selección de sus exposiciones colectivas se encuentran en 1965, "Salón XLVI. Pinturas, Esculturas, Grabados". Círculo de Bellas Artes, La Habana. Exposición de La Habana 1966. Galería Latinoamericana, Casa de las Américas, La Habana. En 1968 "Pittura Cubana Oggi". Instituto Italo Latinoamericano, Piazza Marconi, Roma, Italia. En 1970 "Inter Grafik’70". Altes Museum, Berlín, R.D.A. e "International Print Biennale Cracow’1970". Polonia. En 1988 se presentó en "Veinte Grabadores Cubanos". Nouveau Centro de Arte, Santo Domingo, República Dominicana. En 1991 en "Grabado Contemporáneo Cubano" (colateral a la Cuarta Bienal de La Habana). Museo de Arte Colonial, La Habana, Cuba. En 1993 en la "1e. Internationale Grafick Biennale". Maastricht Exhibition and Congress Center (MECC), Maastricht, Holanda y en 1995 en el "1.er. Salón de Arte Cubano Contemporáneo". Museo Nacional de Bellas Artes, La Habana, Cuba, entre otras.

## Premios
A lo largo de su carrera ha obtenidos diversos premios entre los que se encuentran en 1966 Primer Premio en Grabado. XLVII Salón de Bellas Artes. Círculo de Bellas Artes, La Habana. En 1968 Primer Premio en Grabado. XLIX Salón de Bellas Artes. Círculo de Bellas Artes, La Habana. En 1973 Primer Premio en Grabado. Salón de Profesores e Instructores de Artes Plásticas, Escuela de Artes Plásticas “San Alejandro”, La Habana. En 1974 Primer Premio Grabado. Salón Nacional de Profesores e Instructores de Artes Plásticas. Museo Nacional de Bellas Artes, La Habana, Cuba.

## Colecciones
Su trabajo forma parte de la colección del Museo Nacional de Bellas Artes, La Habana, Cuba.
- Datos: Q5942025